# Сентенниал (Вайоминг)
Сентенниал (англ. Centennial) — статистически обособленная местность, расположенная в округе Олбани (штат Вайоминг, США) с населением в 191 человек по статистическим данным переписи 2000 года.

## История
Когда Union Pacific Railroad стали продвигаться на запад, чтобы соединиться с Central Pacific Railroad, и сделать их частью First Transcontinental Railroad, они отправили каротажные партии в горы Медсин Боу для заготовки леса, в основном широкохвойной сосны, на шпалы. На том месте, что сейчас занимает город, был построен рабочий лагерь. Уже завершив большую часть работы, лесорубы начали конфликтовать с местными индейцами и поэтому рабочим пришлось покинуть местность. Через некоторое время на этой территории появилось несколько поселенцев.
Люди, работавшие на И. П. Лэмбинга (суперинтенданта шахты) из Голдена и С. У. Дауни (адвоката и будущего президента Centennial Gold Mining Company) из Ларами, открыли в 1875 г. золото на территории будущего Сентенниальского хребта. Когда шахтёры и старателив 1876 г. прибыли на место, они основали город на месте старого рабочего лагеря и назвали его 1876 Сентенниал в честь 100-летней годовщины подписания Декларации Независимости и основания США. Большая часть золота была добыта уже в 1877 г., и старатели постепенно переквалифицировались в ранчеро.
В западной части Сентенниальского хребта в 1896 г. Якоб Шницлер открыл залежи меди.
Золото вызывало притоки населения в 1902 г. и в 1923—1924 гг., но найденные залежи были невелики. В 1905 г. в городе опять появились лесорубы, заготавливавшие лес для угольной шахты недалеко от Кэлмонта в округе Джэксон. Acme Consolidated Gold & Mining Company, возглавляемая Исааком ван Хорном, выкупила лесные угодья вокруг города, открыла лесопилку, лесопильную фабрику, склад пиломатериалов в черте города и стала выпускать газету, Centennial Post. Партнёры по Acme Consolidated Gold & Mining Company, ван Хорн, Ф. А. Миллер и Э. Р. Миллер основали Laramie, Hahns Peak and Pacific Railway для транспортировки угля на восточные рынки. Железная дорога, идущая от Ларами, достигла Сентенниала 17 июня 1907-го г. (а Кэлмонта в 1911-м г.). В этом же году был основан банк.
23-го сентября 1923-го г. А. Дж. Халл, Дж. Нортроп и Б. Ф. Нортроп открыли шахту Platinum Queen (также известную как Queen Mine) приблизительно в 2.3 милях к юго-западу от Сентенниала, в Сентенниальском хребте. Работа в шахтах прекратилась после биржевого краха 1929 года, в преддверии Великой депрессии.

## География
По данным Бюро переписи населения США, статистически обособленная местность Сентенниал имеет общую площадь в 25,9 квадратных километров, водных ресурсов в черте населённого пункта не имеется.
Сентенниал расположен на высоте 2461 метр над уровнем моря.

## Демография
По данным переписи населения 2000 года, в Сентенниал проживало 191 человек, 57 семей, насчитывалось 97 домашних хозяйств и 295 жилых домов. Средняя плотность населения составляла около 7,4 человек на один квадратный километр. Расовый состав Сентенниал по данным переписи распределился следующим образом: 95,29 % белых, 1,05 % коренных американцев, 1,05 % азиатов, 2,62 % — представителей смешанных рас. Испаноговорящие составили 3,14 % от всех жителей статистически обособленной местности.
Из 97 домашних хозяйств в 15,5 % — воспитывали детей в возрасте до 18 лет, 50,5 % представляли собой совместно проживающие супружеские пары, в 2,1 % семей женщины проживали без мужей, 41,2 % не имели семей. 30,9 % от общего числа семей на момент переписи жили самостоятельно, при этом 5,2 % составили одинокие пожилые люди в возрасте 65 лет и старше. Средний размер домашнего хозяйства составил 1,97 человек, а средний размер семьи — 2,44 человек.
Население статистически обособленной местности по возрастному диапазону по данным переписи 2000 года распределилось следующим образом: 13,1 % — жители младше 18 лет, 3,1 % — между 18 и 24 годами, 23,0 % — от 25 до 44 лет, 44,0 % — от 45 до 64 лет и 16,8 % — в возрасте 65 лет и старше. Средний возраст жителей составил 48 лет. На каждые 100 женщин в Сентенниале приходилось 130,1 мужчин, при этом на каждых сто женщин 18 лет и старше приходилось 115,6 мужчин так же старше 18 лет.
Средний доход на одно домашнее хозяйство в статистически обособленной местности составил 32 292 доллара США, а средний доход на одну семью — 45 417 долларов. При этом мужчины имели средний доход в 57 292 доллара США в год против 37 969 долларов среднегодового дохода у женщин. Доход на душу населения в статистически обособленной местности составил 29 477 долларов в год. 15,9 % от всего числа семей в округе и 13,3 % от всей численности населения находилось на момент переписи населения за чертой бедности, при том все жители младше 18 и старше 65 лет имели совокупный доход, превышающий прожиточный минимум.